# (43881) Cerreto
(43881) Cerreto es un asteroide perteneciente al cinturón de asteroides, región del sistema solar que se encuentra entre las órbitas de Marte y Júpiter.
Fue descubierto el 25 de febrero de 1995 por Maura Tombelli y Claudio Casacci desde la Estación de la Cima Ekar.

## Designación y nombre
Designado provisionalmente como 1995 DA13, fue nombrado por la localidad de Cerreto d'Asti. Situada en la región italiana de Piamonte, alberga el observatorio de la Asociación Astronómica de Cerreto d'Asti. La asociación lleva a cabo esfuerzos educativos sobre el sistema solar y la astronomía en general, así como una investigación intensiva sobre cometas, planetas menores y planetas extrasolares.

## Características orbitales
Cerreto está situado a una distancia media del Sol de 2,437 ua, pudiendo alejarse hasta 2,822 ua y acercarse hasta 2,052 ua. Su excentricidad es 0,158 y la inclinación orbital 3,078 grados. Emplea 1389,92 días en completar una órbita alrededor del Sol.

## Características físicas
La magnitud absoluta de Cerreto es 15,43. Tiene 2,073 km de diámetro y su albedo se estima en 0,375.